# Le Monnier (cráter)

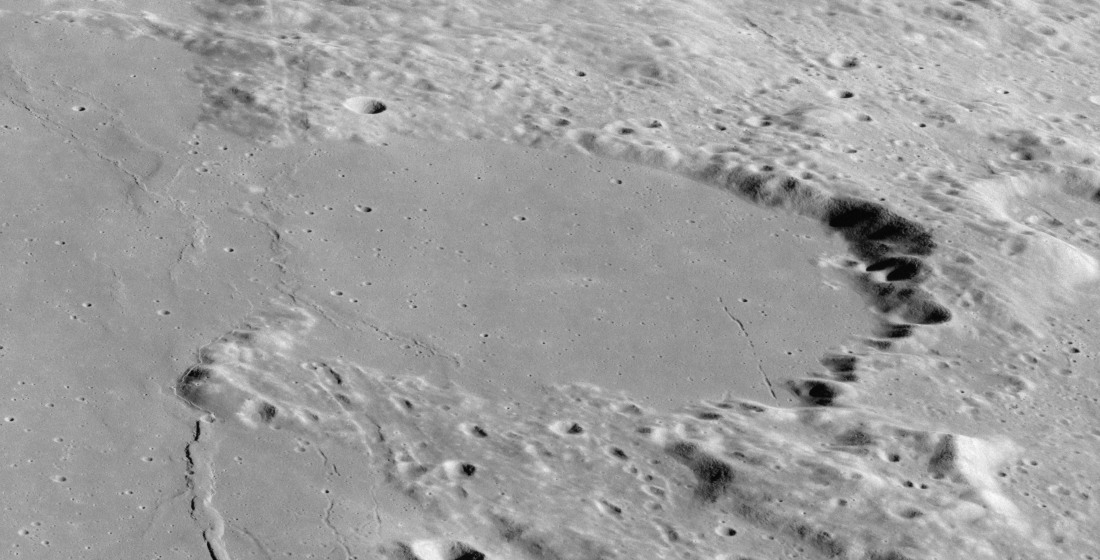
Vista oblicua desde el Apolo 17 de Le Monnier

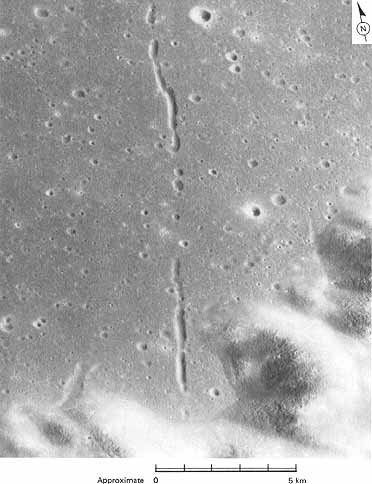
Fotografía de la misión Apolo 15

Le Monnier es el remanente de un cráter de impacto lunar que ha sido parcialmente inundado por flujos de lava. Se encuentra en el borde oriental del Mare Serenitatis. La parte occidental de su borde ha desaparecido, formando una gran bahía. Al norte se halla el cráter Chacornac.
|  |

El interior de esta formación es relativamente plano y liso, sin accidentes significativos que marquen su superficie. El borde exterior aparece golpeado, desgastado y lleno de muescas como resultado de impactos pasados. Solamente unas pequeñas crestas indican el lugar donde estuvo situado el sector oeste del brocal.
El lugar de alunizaje de la sonda espacial Luna 21 se encuentra cerca del borde sur de Le Monnier. El Lunojod 2, un vehículo robotizado depositado en la superficie por el Luna 21, cubrió una distancia de 37 kilómetros a través del suelo del cráter, examinando también su borde sur.

## Cráteres satélite
Por convención estos elementos son identificados en los mapas lunares poniendo la letra en el lado del punto medio del cráter que está más cercano a Le Monnier.
|            | \| Le Monnier \| Coordenadas \| Diámetro \| \| ---------- \| ---------------------------- \| -------- \| \| A \| 26°54′N 32°30′E / 26.9, 32.5 \| 21 km \| \| H \| 25°00′N 29°36′E / 25.0, 29.6 \| 6 km \| \| K \| 27°42′N 30°12′E / 27.7, 30.2 \| 4 km \| \| S \| 26°48′N 33°54′E / 26.8, 33.9 \| 40 km \| \| T \| 25°06′N 31°24′E / 25.1, 31.4 \| 18 km \| \| U \| 26°06′N 33°30′E / 26.1, 33.5 \| 25 km \| \| V \| 26°00′N 34°18′E / 26.0, 34.3 \| 23 km \| |          |
| Le Monnier | Coordenadas | Diámetro |
| A          | 26°54′N 32°30′E / 26.9, 32.5 | 21 km    |
| H          | 25°00′N 29°36′E / 25.0, 29.6 | 6 km     |
| K          | 27°42′N 30°12′E / 27.7, 30.2 | 4 km     |
| S          | 26°48′N 33°54′E / 26.8, 33.9 | 40 km    |
| T          | 25°06′N 31°24′E / 25.1, 31.4 | 18 km    |
| U          | 26°06′N 33°30′E / 26.1, 33.5 | 25 km    |
| V          | 26°00′N 34°18′E / 26.0, 34.3 | 23 km    |

Los siguientes cráteres han sido renombrados por el UAI.
- Le Monnier B -  véase  Very (cráter).
- Le Monnier C -  véase  Borel (cráter).